# Dinkus
Dinkus je naziv za tipografski simbol koji se najčešće sastoji od tri vodoravno razmaknute zvjezdice (∗ ∗ ∗). Simbol ima više značenja, no u pisanom djelu najčešće predstavlja namjerno izostavljanje informacija ili logički prekid radnje. Potonja je uporaba slična stvaranju pododjeljka te naznačuje da tekst u nastavku treba rekontekstualizirati. U takvoj se uporabi dinkus često pojavljuje središnje poravnan u vlastitom retku te s većim razmakom iza i nakon tog retka. U brojnim se oblicima rabi od oko 1850. godine. U ranijoj je uporabi značenje dinkusa pripadalo asterizmu (⁂), koji je u međuvremenu ispao iz uporabe te se danas smatra gotovo staromodnim.

## Uporaba
Dinkus se koristi u razne svrhe, od kojih je većina povezana s namjernim prekidom toka teksta.

### Prekid odjeljka
Dinkus se može koristiti kao prekid između dva pododjeljka unutar jedne šire sekcije. Ako autor želi zadržati dojam kontinuiteta unutar poglavlja ili sekcije, ali ujedno i promijeniti mjesto ili vremenski okvir radnje, upotrijebit će dinkus kako bi razdvojio dva paragrafa unutar sekcije. Primjerice, ako autor želi uvesti scenu prisjećanja prošlosti ili sličnu drastičnu promjenu u radnji, dinkus može naznačiti kako ona i dalje pripada istom tematskom odjeljku poglavlja. U takvim slučajevima uporaba dinkusa može biti preporučljivija od započinjanja novog poglavlja. Tom se tehnikom osobito često koriste pisci fikcije.

### Izostavljanje informacija
Vidi još: Trotočje
Mnoge primjene dinkusa, uključujući one ranije, naznačivale su namjerno izostavljanje informacija. Dinkus također može biti uporabljen na mjestu naslova ili imena koje se namjerno ne želi prikazati ili spomenuti, odnosno ako neko djelo nema naslova. Takva se uporaba može zamijetiti u nekim izdanjima albuma Album za mladež skladatelja Roberta Schumanna (skladbe 21, 26 i 30).
Dinkus u drugim kontekstima također može biti uporabljen u svrhu kraćenja teksta, osobito u pravu i u gradskim pravilnicima. Kada se rabi u pravnim tekstovima, dinkus služi kako bi se amandmani mogli kratiti bez implikacije stavljanja uklonjenih dijelova teksta izvan snage, odnosno ukidanja.

### Ukras
Novine, časopisi i druga pisana djela mogu rabiti dinkuse kao puke ukrase iz isključivo estetskih razloga. Kada se rabi estetski, dinkus je često prikazan kao fleuron (❧) ili kao dingbat, unatoč tomu što ti znakovi sami po sebi imaju različita značenja.

## Inačice
Mnoge inačice dinkusa sastavljene su djelomično ili u potpunosti od zvjezdica, iako drugi simboli mogu igrati istu ulogu. Neki od primjera uključuju točke, fleurone, asterizme, ravne vodoravne crte i razne druge oblike, poput znaka za beskonačnost. Esperantsko brailleovo pismo često koristi slijed dvotočaka (•• •• ••) kao dinkus.

## Galerija
- Poljski prijevod francuskog djela koje je uporabljuje niz točaka kao dinkus koji odvaja bilješke prevoditelja od glavnog teksta.
- Kombinacija fleurona i crte koja se koristi kao dinkus.
- Djelo Ellen Wood iz 19. stoljeća u kojemu se za dinkus između poglavlja koristi crta s karom u sredini.
- Fotografija njemačkog romana koji koristi trodupli znak za beskonačnost.
- Alisa u zemlji čudesa Lewisa Carrolla sa zvjezdicama prikazanim kao zvjezdano nebo u službi dinkusa.
- Raniji primjerak Uliksa Jamesa Joycea u kojemu se asterizam rabi kao dinkus. Novija izdanja zamijenila su ga trima zvjezdicama.